# サーリ・マリカ
サーリ・マリカ（ハンガリー語: Mária Saáry、1928年3月17日 - ）は、ハンガリー、ブダペスト出身のフィギュアスケート選手（女子シングル）。1948年サンモリッツオオリンピックハンガリー代表。

## 主な戦績
| 大会/年          | 1946-47 | 1947-48 | 1948-49 |
| ---------------- | ------- | ------- | ------- |
| オリンピック     |         | 17      |         |
| 世界選手権       |         | 11      |         |
| 欧州選手権       |         | 16      |         |
| ハンガリー選手権 | 1       | 1       | 1       |